# Nazionale maschile di football americano del Messico
La nazionale di football americano del Messico è la selezione maggiore maschile di football americano della Federazione Messicana di Football Americano che rappresenta il Messico nelle varie competizioni ufficiali o amichevoli riservate a squadre nazionali. Ha ottenuto il secondo posto nelle prime due edizioni del Mondiale, nel 1999 e nel 2003.

## Risultati
Legenda: Grassetto: Risultato migliore, Corsivo: Mancate partecipazioni

## Dettaglio stagioni

### Tornei

#### Mondiali

##### Fase finale
| Stagione | regular season | regular season | regular season | regular season | regular season | regular season | playoff | playoff | playoff | playoff | playoff | playoff       | playoff    |
|          | Vin            | Par            | Per            | Tot            | PF             | PS             | Vin     | Per     | Tot     | PF      | PS      | risultato     | avversaria |
| -------- | -------------- | -------------- | -------------- | -------------- | -------------- | -------------- | ------- | ------- | ------- | ------- | ------- | ------------- | ---------- |
| 1999     | 2              | 0              | 0              | 2              | 143            | 0              | 0       | 1       | 1       | 0       | 6       | Secondo posto | Giappone   |
| 2003     | -              | -              | -              | -              | -              | -              | 1       | 1       | 2       | 35      | 51      | Secondo posto | Giappone   |
| 2011     | 2              | 0              | 1              | 3              | 94             | 32             | 0       | 1       | 1       | 14      | 17      | Quarto posto  | Giappone   |
| 2015     | 0              | 0              | 2              | 2              | 13             | 65             | 1       | 0       | 1       | 20      | 7       | Terzo posto   | Francia    |
| Totale   | 4              | 0              | 3              | 7              | 250            | 97             | 2       | 3       | 5       | 69      | 81      |               |            |

Fonte: americanfootballitalia.com

#### Tazon Plata
| Stagione | regular season | regular season | regular season | regular season | regular season | regular season | playoff | playoff | playoff | playoff | playoff | playoff       | playoff                                   |
|          | Vin            | Par            | Per            | Tot            | PF             | PS             | Vin     | Per     | Tot     | PF      | PS      | risultato     | avversaria                                |
| -------- | -------------- | -------------- | -------------- | -------------- | -------------- | -------------- | ------- | ------- | ------- | ------- | ------- | ------------- | ----------------------------------------- |
| 1947     | -              | -              | -              | -              | -              | -              | 1       | 0       | 1       | 24      | 19      | Campioni      | Template:Football Randolph Field Ramblers |
| 1948     | -              | -              | -              | -              | -              | -              | 0       | 1       | 1       | 0       | 49      | Secondo posto | Template:Football San Diego Marines       |
| 1949     | -              | -              | -              | -              | -              | -              | 0       | 1       | 1       | 6       | 52      | Secondo posto | Template:Football Trinity Tigers          |
| Totale   | -              | -              | -              | -              | -              | -              | 1       | 2       | 3       | 30      | 120     |               |                                           |

Fonte: www.luckyshow.org

#### Tazon Azteca
| Stagione | regular season | regular season | regular season | regular season | regular season | regular season | playoff | playoff | playoff | playoff | playoff | playoff | playoff       | playoff                                            |
|          | Vin            | Par            | Per            | Tot            | PF             | PS             | Vin     | Par     | Per     | Tot     | PF      | PS      | risultato     | avversaria                                         |
| -------- | -------------- | -------------- | -------------- | -------------- | -------------- | -------------- | ------- | ------- | ------- | ------- | ------- | ------- | ------------- | -------------------------------------------------- |
| 1951     | -              | -              | -              | -              | -              | -              | 0       | 0       | 1       | 1       | 40      | 41      | Secondo posto | Template:Football Sul Ross Lobos                   |
| 1952     | -              | -              | -              | -              | -              | -              | 0       | 0       | 1       | 1       | 33      | 55      | Secondo posto | Hamilton Air Force Base                            |
| 1953     | -              | -              | -              | -              | -              | -              | 1       | 0       | 0       | 1       | 45      | 26      | Campioni      | Eastern New Mexico Greyhounds                      |
| 1955     | -              | -              | -              | -              | -              | -              | 1       | 0       | 0       | 1       | 20      | 13      | Campioni      | Mexico Veterans                                    |
| 1957     | -              | -              | -              | -              | -              | -              | 0       | 0       | 1       | 1       | 65      | 21      | Secondo posto | Template:Football Wiley Wildcats                   |
| 1964     | -              | -              | -              | -              | -              | -              | 1       | 0       | 0       | 1       | 20      | 7       | Campioni      | Template:Football UC Santa Barbara Gauchos         |
| 1965     | -              | -              | -              | -              | -              | -              | 1       | 0       | 0       | 1       | 28      | 6       | Campioni      | Template:Football San Diego Sabres                 |
| 1966     | -              | -              | -              | -              | -              | -              | 0       | 0       | 1       | 1       | 8       | 42      | Secondo posto | Tarleton State Texans                              |
| 1970     | -              | -              | -              | -              | -              | -              | 1       | 0       | 0       | 1       | 7       | 6       | Campioni      | Template:Football Mesabi Range Norse               |
| 1971     | -              | -              | -              | -              | -              | -              | 0       | 0       | 1       | 1       | 9       | 47      | Secondo posto | Navy Plebes                                        |
| 1979     | -              | -              | -              | -              | -              | -              | 1       | 0       | 0       | 1       | 8       | 0       | Campioni      | Template:Football Trinity Tigers                   |
| 1980     | -              | -              | -              | -              | -              | -              | 1       | 0       | 0       | 1       | 28      | 17      | Campioni      | Template:Football La Mesa Thunderbirds             |
| 1984     | -              | -              | -              | -              | -              | -              | 1       | 0       | 0       | 1       | 22      | 15      | Campioni      | Tarleton State Texans                              |
| 1986     | -              | -              | -              | -              | -              | -              | 0       | 0       | 1       | 1       | 8       | 27      | Secondo posto | Washburn Ichabods                                  |
| 1987     | -              | -              | -              | -              | -              | -              | 0       | 0       | 1       | 1       | 17      | 35      | Secondo posto | Template:Football Adams State Grizzlies            |
| 1988     | -              | -              | -              | -              | -              | -              | 1       | 0       | 0       | 1       | 49      | 21      | Campioni      | Template:Football Western New Mexico Mustangs      |
| 1989     | -              | -              | -              | -              | -              | -              | 0       | 0       | 1       | 1       | 10      | 22      | Secondo posto | Southeastern Oklahoma State Savage Storm           |
| 1990     | -              | -              | -              | -              | -              | -              | 0       | 0       | 1       | 1       | 29      | 41      | Secondo posto | Southern Arkansas Muleriders                       |
| 1991     | -              | -              | -              | -              | -              | -              | 1       | 0       | 0       | 1       | 35      | 28      | Campioni      | Southwestern Oklahoma State Bulldogs               |
| 1992     | -              | -              | -              | -              | -              | -              | 0       | 0       | 1       | 1       | 14      | 21      | Secondo posto | Template:Football Arkansas–Monticello Boll Weevils |
| 1993     | -              | -              | -              | -              | -              | -              | 0       | 0       | 1       | 1       | 34      | 20      | Campioni      | McMurry War Hawks                                  |
| 1994     | -              | -              | -              | -              | -              | -              | 0       | 1       | 0       | 1       | 24      | 24      | Pareggio      | Southeastern Oklahoma State Savage Storm           |
| 1996     | -              | -              | -              | -              | -              | -              | 0       | 0       | 1       | 1       | 63      | 8       | Campioni      | Cardinals Palermo                                  |
| 1997     | -              | -              | -              | -              | -              | -              | 0       | 0       | 1       | 1       | 41      | 42      | Secondo posto | NCAA Division III All Stars                        |
| 1998     | -              | -              | -              | -              | -              | -              | 0       | 0       | 1       | 1       | 13      | 40      | Secondo posto | NCAA Division III All Stars                        |
| 1999     | -              | -              | -              | -              | -              | -              | 0       | 0       | 1       | 1       | 13      | 44      | Secondo posto | NCAA Division III All Stars                        |
| 2000     | -              | -              | -              | -              | -              | -              | 0       | 0       | 1       | 1       | 26      | 27      | Secondo posto | NCAA Division III All Stars                        |
| 2001     | -              | -              | -              | -              | -              | -              | 0       | 0       | 1       | 1       | 5       | 37      | Secondo posto | NCAA Division III All Stars                        |
| 2002     | -              | -              | -              | -              | -              | -              | 0       | 0       | 1       | 1       | 9       | 15      | Secondo posto | NCAA Division III All Stars                        |
| 2003     | -              | -              | -              | -              | -              | -              | 1       | 0       | 0       | 1       | 34      | 31      | Campioni      | NCAA Division III All Stars                        |
| 2004     | -              | -              | -              | -              | -              | -              | 0       | 0       | 1       | 1       | 13      | 23      | Secondo posto | NCAA Division III All Stars                        |
| 2005     | -              | -              | -              | -              | -              | -              | 0       | 0       | 1       | 1       | 15      | 53      | Secondo posto | NCAA Division III All Stars                        |
| 2006     | -              | -              | -              | -              | -              | -              | 0       | 0       | 1       | 1       | 7       | 28      | Secondo posto | NCAA Division III All Stars                        |
| 2007     | -              | -              | -              | -              | -              | -              | 0       | 0       | 1       | 1       | 19      | 37      | Secondo posto | NCAA Division III All Stars                        |
| Totale   | -              | -              | -              | -              | -              | -              | 13      | 1       | 20      | 34      | 811     | 940     |               |                                                    |

Fonte: www.luckyshow.org

#### CSIT World Sports Games
| Stagione | regular season | regular season | regular season | regular season | regular season | regular season | playoff | playoff | playoff | playoff | playoff | playoff       | playoff              |
|          | Vin            | Par            | Per            | Tot            | PF             | PS             | Vin     | Per     | Tot     | PF      | PS      | risultato     | avversaria           |
| -------- | -------------- | -------------- | -------------- | -------------- | -------------- | -------------- | ------- | ------- | ------- | ------- | ------- | ------------- | -------------------- |
| 2023     | 3              | 0              | 0              | 3              | 88             | 0              | 0       | 1       | 1       | 0       | 6       | Secondo posto | Sharks International |
| Totale   |                |                |                |                |                |                | 0       | 2       | 3       | 28      | 63      |               |                      |

### Riepilogo partite disputate
| Anno             | Luogo             | Evento                           | Fase del torneo      | Incontro                                                     | Risultato |
| 19 dicembre 1947 | Città del Messico | Tazon Plata I                    |                      | Messico - Template:Football Randolph Field Ramblers          | 24 - 19   |
| 11 dicembre 1948 | Città del Messico | Tazon Plata II                   |                      | Messico - Template:Football San Diego Marines                | 0 - 49    |
| 17 dicembre 1949 | Città del Messico | Tazon Plata III                  |                      | Messico - Template:Football Trinity Tigers                   | 6 - 52    |
| 22 dicembre 1951 | Città del Messico | Tazon Azteca II                  |                      | Messico - Template:Football Sul Ross Lobos                   | 40 - 41   |
| 20 dicembre 1952 | Città del Messico | Tazon Azteca III                 |                      | Messico - Hamilton Air Force Base                            | 33 - 55   |
| 19 dicembre 1953 | Città del Messico | Tazon Azteca IV                  |                      | Messico - Eastern New Mexico Greyhounds                      | 45 - 26   |
| 16 dicembre 1955 | Città del Messico | Tazon Azteca V                   |                      | Messico - Mexico Veterans                                    | 20 - 13   |
| 28 dicembre 1957 | Alamo             | Tazon Azteca VI                  |                      | Template:Football Wiley Wildcats - Messico                   | 65 - 21   |
| 14 dicembre 1964 | Città del Messico | Tazon Azteca VII                 |                      | Messico - Template:Football UC Santa Barbara Gauchos         | 20 - 7    |
| 16 dicembre 1965 | Città del Messico | Tazon Azteca VIII                |                      | Messico - Template:Football San Diego Sabres                 | 28 - 6    |
| 13 dicembre 1966 | Città del Messico | Tazon Azteca IX                  |                      | Messico - Tarleton State Texans                              | 8 - 42    |
| 10 dicembre 1970 | Città del Messico | Tazon Azteca X                   |                      | Messico - Template:Football Mesabi Range Norse               | 7 - 6     |
| 20 dicembre 1971 | Città del Messico | Tazon Azteca XI                  |                      | Messico - Navy Plebes                                        | 9 - 47    |
| 9 dicembre 1979  | Città del Messico | Tazon Azteca XIV                 |                      | Messico - Template:Football Trinity Tigers                   | 8 - 0     |
| 13 dicembre 1980 | Città del Messico | Tazon Azteca XV                  |                      | Messico - Template:Football La Mesa Thunderbirds             | 28 - 17   |
| 15 dicembre 1984 | Città del Messico | Tazon Azteca XVI                 |                      | Messico - Tarleton State Texans                              | 22 - 15   |
| 20 dicembre 1986 | Città del Messico | Tazon Azteca XVII                |                      | Messico - Washburn Ichabods                                  | 8 - 27    |
| 14 dicembre 1987 | Città del Messico | Tazon Azteca XVIII               |                      | Messico - Template:Football Adams State Grizzlies            | 17 - 35   |
| 10 dicembre 1988 | Toluca            | Tazon Azteca XIX                 |                      | Messico - Template:Football Western New Mexico Mustangs      | 49 - 21   |
| 9 dicembre 1989  | Città del Messico | Tazon Azteca XX                  |                      | Messico - Southeastern Oklahoma State Savage Storm           | 10 - 22   |
| 12 dicembre 1990 | Città del Messico | Tazon Azteca XXI                 |                      | Messico - Southern Arkansas Muleriders                       | 29 - 41   |
| 15 dicembre 1991 | Città del Messico | Tazon Azteca XXII                |                      | Messico - Southwestern Oklahoma State Bulldogs               | 35 - 28   |
| 14 dicembre 1992 | Città del Messico | Tazon Azteca XXIII               |                      | Messico - Template:Football Arkansas–Monticello Boll Weevils | 14 - 21   |
| 18 dicembre 1993 | Città del Messico | Tazon Azteca XXIV                |                      | Messico - McMurry War Hawks                                  | 34 - 20   |
| 17 dicembre 1994 | Città del Messico | Tazon Azteca XXV                 |                      | Messico - Southeastern Oklahoma State Savage Storm           | 24 - 24   |
| 19 dicembre 1996 | Città del Messico | Tazon Azteca XXVI                |                      | Messico - Cardinals Palermo                                  | 63 - 8    |
| 20 dicembre 1997 | Toluca            | Tazon Azteca XXVII               |                      | Messico - NCAA Division III All Stars                        | 41 - 42   |
| 12 dicembre 1998 | Monterrey         | Tazon Azteca XXVIII              |                      | Messico - NCAA Division III All Stars                        | 13 - 40   |
| 27 giugno 1999   | Palermo           | Mondiale                         | Primo turno          | Messico - Finlandia                                          | 89 - 0    |
| 30 giugno 1999   | Palermo           | Mondiale                         | Primo turno          | Italia - Messico                                             | 0 - 54    |
| 3 luglio 1999    | Palermo           | Mondiale                         | Finale               | Giappone - Messico                                           | 6 - 0     |
| 18 dicembre 1999 | Città del Messico | Tazon Azteca XXIX                |                      | Messico - NCAA Division III All Stars                        | 13 - 44   |
| 16 dicembre 2000 | Mérida            | Tazon Azteca XXX                 |                      | Messico - NCAA Division III All Stars                        | 26 - 27   |
| 15 dicembre 2001 | Saltillo          | Tazon Azteca XXXI                |                      | Messico - NCAA Division III All Stars                        | 5 - 37    |
| 14 dicembre 2002 | Torreón           | Tazon Azteca XXXII               |                      | Messico - NCAA Division III All Stars                        | 9 - 15    |
| 10 luglio 2003   | Wiesbaden         | Mondiale                         | Semifinale           | Messico - Germania                                           | 21 - 17   |
| 12 luglio 2003   | Hanau             | Mondiale                         | Finale               | Giappone - Messico                                           | 34 - 14   |
| 13 dicembre 2003 | Cancún            | Tazon Azteca XXXIII              |                      | Messico - NCAA Division III All Stars                        | 34 - 31   |
| 11 dicembre 2004 | Cancún            | Tazon Azteca XXXIV               |                      | Messico - NCAA Division III All Stars                        | 13 - 23   |
| 17 dicembre 2005 | Toluca            | Tazon Azteca XXXV                |                      | Messico - NCAA Division III All Stars                        | 15 - 53   |
| 17 dicembre 2006 | Aguascalientes    | Tazon Azteca XXXVI               |                      | Messico - NCAA Division III All Stars                        | 7 - 28    |
| 8 dicembre 2007  | Chihuahua         | Tazon Azteca XXXVII              |                      | Messico - NCAA Division III All Stars                        | 19 - 37   |
| 8 luglio 2011    | Innsbruck         | Mondiale                         | Girone               | Germania - Messico                                           | 15 - 22   |
| 10 luglio 2011   | Innsbruck         | Mondiale                         | Girone               | Messico - Australia                                          | 65 - 0    |
| 12 luglio 2011   | Innsbruck         | Mondiale                         | Girone               | Stati Uniti - Messico                                        | 17 - 7    |
| 15 luglio 2011   | Vienna            | Mondiale                         | Finale 3º - 4º posto | Messico - Giappone                                           | 14 - 17   |
| 9 luglio 2015    | Canton            | Mondiale                         | Prima fase           | Stati Uniti - Messico                                        | 30 - 6    |
| 15 luglio 2015   | Canton            | Mondiale                         | Prima fase           | Messico - Giappone                                           | 7 - 35    |
| 18 luglio 2015   | Canton            | Mondiale                         | Finale 3º - 4º posto | Messico - Francia                                            | 20 - 7    |
| 5 settembre 2023 | Cervia            | CSIT World Sports Games          | Giornata 1           | Ecuador - Messico                                            | 0 - 29    |
| 6 settembre 2023 | Cervia            | CSIT World Sports Games          | Giornata 2           | Messico - Sasquatchs de Gap                                  | 45 - 0    |
| 7 settembre 2023 | Cervia            | CSIT World Sports Games          | Giornata 3           | Messico - Duo Sports Thundercats                             | 14 - 0    |
| 9 settembre 2023 | Cervia            | CSIT World Sports Games          | Finale               | Sharks International - Messico                               | 6 - 0     |
| 24 novembre 2023 | Santo Domingo     | Torneo Panamericano Las Americas |                      | Messico - El Salvador                                        | 20 - 28   |
| 25 novembre 2023 | San Cristóbal     | Torneo Panamericano Las Americas |                      | Messico - Rep. Dominicana                                    | 0 - 14    |

## Confronti con le altre Nazionali
Questi sono i saldi del Messico nei confronti delle Nazionali incontrate.

### Saldo positivo
| Nazionale | Giocate | Vinte | Pareggiate | Perse | PF | PS | Ultima vittoria | Ultimo pari | Ultima sconfitta |
| --------- | ------- | ----- | ---------- | ----- | -- | -- | --------------- | ----------- | ---------------- |
| Germania  | 2       | 2     | 0          | 0     | 43 | 32 | 2011            | -           | -                |
| Finlandia | 1       | 1     | 0          | 0     | 89 | 0  | 1999            | -           | -                |
| Australia | 1       | 1     | 0          | 0     | 65 | 0  | 2011            | -           | -                |
| Italia    | 1       | 1     | 0          | 0     | 54 | 0  | 1999            | -           | -                |
| Ecuador   | 1       | 1     | 0          | 0     | 29 | 0  | 2023            | -           | -                |
| Francia   | 1       | 1     | 0          | 0     | 20 | 7  | 2015            | -           | -                |

### Saldo negativo
| Nazionale       | Giocate | Vinte | Pareggiate | Perse | PF | PS | Ultima vittoria | Ultimo pari | Ultima sconfitta |
| --------------- | ------- | ----- | ---------- | ----- | -- | -- | --------------- | ----------- | ---------------- |
| El Salvador     | 1       | 0     | 0          | 1     | 20 | 28 | -               | -           | 2023             |
| Rep. Dominicana | 1       | 0     | 0          | 1     | 0  | 14 | -               | -           | 2023             |
| Stati Uniti     | 2       | 0     | 0          | 2     | 13 | 47 | -               | -           | 2015             |
| Giappone        | 4       | 0     | 0          | 4     | 35 | 92 | -               | -           | 2015             |

## Roster storici
| Roster del Messico - Mondiale 2011 |
| --- |
| Quarterback - Bruno Márquez - Raul Mateos - Rodrigo Pérez Ojeda Running Back - Jonathan Alejandro Barrera - Juan Carlos Castillo - José Reyes Wide Receiver - José Antonio Alfonso - Luis Araujo - Erick Arzate - Daniel Roldan - Oscar Ruiz - Hieberto Salazar - Diego Viamontes Offensive Linemen - Edgar Cavazos - Mauricio López - Santiago Maltos Diaz - Noel Francisco Moreno - Julio Cesar Nava - Mario Rodríguez - Mauricio Romero - Salomón Solano Defensive Linemen - Marcos Antonio Martinez DE - Jesús Alfredo Muñoz DE - Ariel Eder Onesto DT - Diego Susarrey DE - Miguel Ángel Uresty DT - Everado Velazquez Linebacker - David Antonio Aceves - Edgar Eumir Camacho - Jovanni Carrillo - Fernando Lozano - Alberto Montembruck - Raul Orozco - Alonso Muñoz - Manuel Padilla Pontvianne - Jorge Valdez - Alejandro Vazquez Defensive Back - Sergio Alejandro Cantú CB - Luis Felipe Jaimes SS - Rassiel Gregorio López FS - José Miguel Luna CB - Eric Israel Mosqueda CB - Fernando Ramírez CB - Josué Romero CB - Roberto Javier Silva CB - Victor Saspe SS Special Team - José Carlos Maltos Diaz K Roster aggiornato al 13 gennaio 2025 Coaching staff HC Raúl Rivera |